# Stalky & C.
Stalky & C. (titolo originale in lingua inglese: Stalky & Co.) è un romanzo semiautobiografico dello scrittore britannico Rudyard Kipling, costituito da una serie di racconti di argomento scolastico pubblicati fra l'aprile 1897 e il luglio 1899, e raccolti in volume nell'agosto 1899. Altri racconti di Kipling di argomento scolastico aventi gli stessi protagonisti apparvero in anni successivi.

## Trama

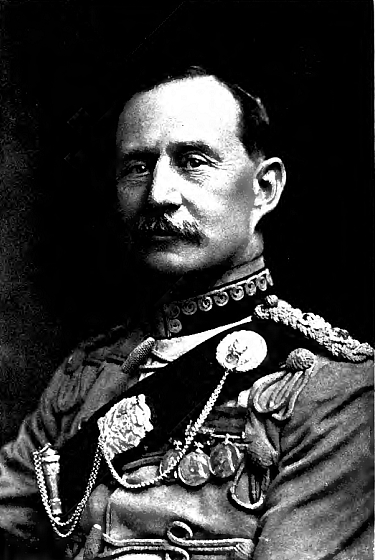
Lionel Dunsterville ("Stalky") in età adulta

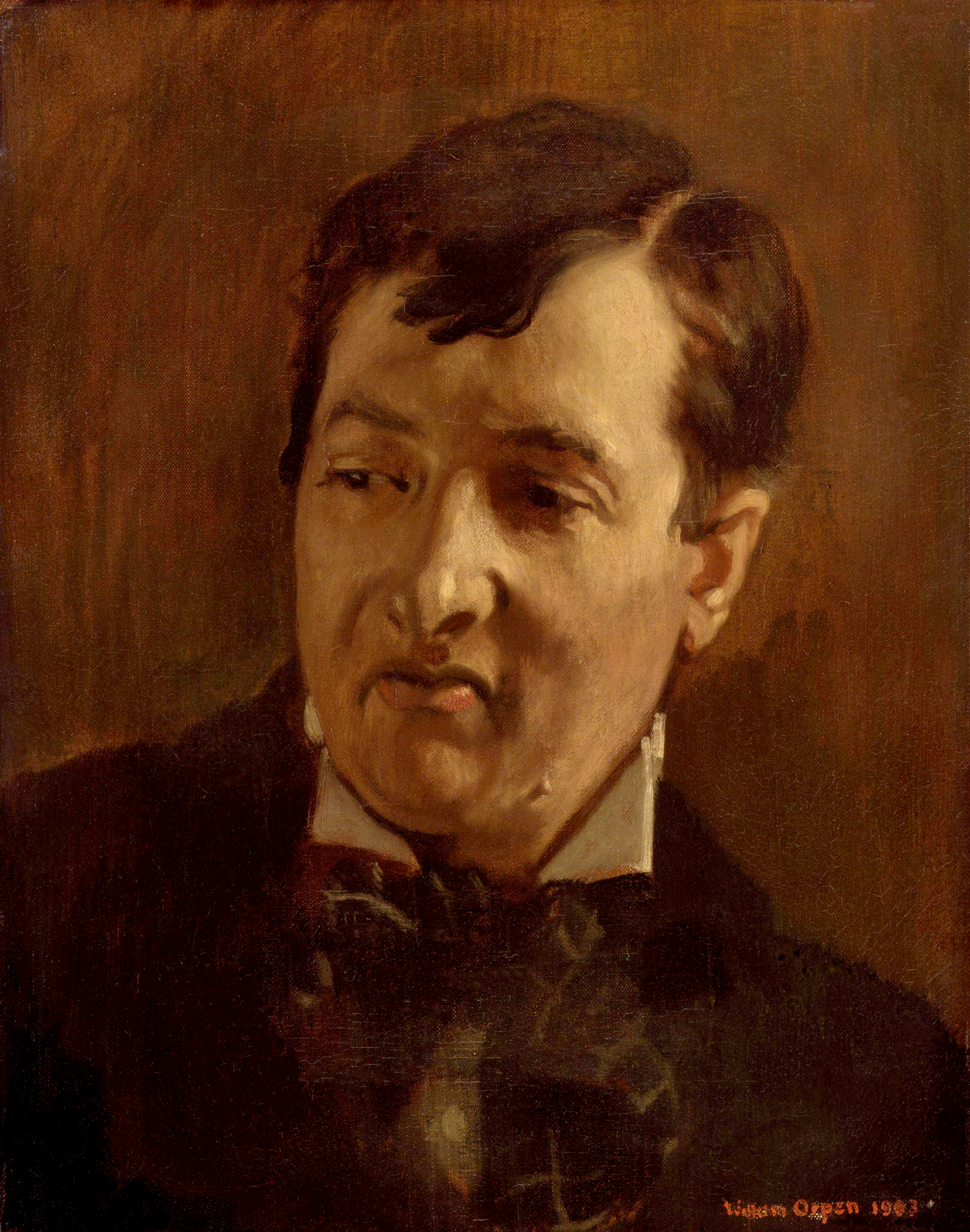
George C. Beresford ("Turkey") nel 1903

Stalky & C. può essere considerato una raccolta di nove racconti i quali, tranne l'ultimo, si svolgono negli anni settanta dell'800 in un collegio inglese del Devon nel quale erano accolti soprattutto adolescenti destinati a svolgere attività militare nelle colonie britanniche. I primi otto episodi si svolgono in un arco di tempo di cinque anni, allorché i tre protagonisti (Corkran detto "Stalky", Beetle e M'Turk) frequentano dal terzo al settimo (e ultimo anno) della scuola. Guidati dal loro capo "Stalky", i tre studenti stanno al centro di lotte tra sezione e sezione e creano addirittura una specie di tribunale clandestino per amministrare la giustizia verso tutti, compresi i professori. L'ultimo capitolo si svolge quindici anni più tardi, nella residenza di campagna di un personaggio secondario; Beetle e M'Turk, ormai adulti, ascoltano da militari ex compagni di collegio le imprese vittoriose di "Stalky" contro le tribù afgane grazie all'estro e al senso strategico dimostrato già in gioventù.

## Critica
'Stalky & C. è una "school story", ossia un testo letterario pensato esplicitamente per la lettura da parte dei ragazzi le cui trame sono incentrate sulla vita scolastica nelle scuole secondarie inglesi, soprattutto nei collegi per adolescenti inglesi (boarding school), con descrizione della struttura sociale della comunità, i rapporti vicendevoli fra gli allievi e i fra gli allievi e gli insegnanti, i gruppi sociali all'interno del collegio, il sentimento di appartenenza, il rispetto delle regole, il senso dell'onore, il coraggio, l'amicizia, la lealtà, le attività all'interno del collegio, in particolare la pratica dello sport e gli eventi sportivi, le eventuali rivalità. 
Come lo stesso Kipling fece capire, gran parte degli episodi del libro erano veramente accaduti. Rudyard Kipling infatti aveva studiato in una boarding school come quella descritta nel romanzo, l'United Services College di Westward Ho!. Come il personaggio di nome "Beetle" ("scarafaggio" in inglese), Kipling era molto miope e inadatto alle attività fisiche, difetti che gli avrebbe precluso l'arruolamento nell'esercito. Il personaggio di "M'Turky" è ispirato a George C. Beresford, il quale nel 1936 avrebbe scritto un libro di ricordi intitolato Schooldays with Kipling (A scuola con Kipling). Anche l'eroe della storia, Corkran detto Stalky, (nel gergo dei ragazzi della scuola, «stalky» significava "astuto") fu modellato su Lionel Dunsterville, futuro generale nell'esercito coloniale, un amico con cui Kipling sarebbe rimasto in contatto per tutta la vita

## Storia editoriale
Il volume di Stalky & C. del 1899 è composto dai seguenti nove capitoli, pubblicati in precedenza su riviste letterarie:
1. «L'imboscata» (titolo originale: "In Ambush", pubblicato su Pearson's Magazine del dicembre 1898)
2. «Schiavi della lampada, Parte I» (titolo originale: "Slaves of the Lamp, Part I" April 1897, pubblicato su Cosmopolis: A Literary Review di aprile 1897
3. «Interludio maleodorante» (titolo originale: "An Unsavoury Interlude", pubblicato su Windsor Magazine di gennaio 1899)
4. «Gli impressionisti» (titolo originale: "The Impressionists", pubblicato su Windsor Magazine di febbraio 1899)
5. «I riformatori della morale» (titolo originale: "The Moral Reformers", pubblicato su Windsor Magazine di marzo 1899)
6. «L'ora di studio» (titolo originale: "A Little Prep.", pubblicato su Windsor Magazine di aprile 1899)
7. «La bandiera della patria» (titolo originale: "The Flag of Their Country", pubblicato su Pearson's Magazine di luglio 1899)
8. «L'ultimo trimestre» (titolo originale: "The Last Term" , pubblicato su Windsor Magazine di maggio 1899)
9. «Schiavi della lampada, Parte II» (titolo originale: "Slaves of the Lamp, Part II", pubblicato su Cosmopolis: A Literary Review di maggio 1897[8]

Altri racconti aventi per protagonisti i tre giovani studenti del collegio del Devon apparvero in anni successivi al volume del 1899:
- «Stalky» pubblicato nella raccolta di racconti Land and Sea Tales for Scouts and Guides nel 1923. Kipling dichiarò che questo capitolo fu il primo della serie ad essere stato scritto[10]
- «Attilio Regolo» (titolo originale: "Regulus") pubblicato nella raccolta di racconti A Diversity of Creatures nel 1917, tradotta in italiano nel 1928[11]
- «Gli idolatri riuniti» (titolo originale: "The United Idolators") e «La diffusione della cultura» (titolo originale: "The Propagation of Knowledge") apparsi nella raccolta Debits and Credits del 1926[12]
- «La soddisfazione dì un gentiluomo» (titolo originale: "The Satisfaction of a Gentleman") pubblicato direttamente, assieme ai precedenti, nel volume The Complete Stalky & Co del 1929.

Kipling scrisse inoltre un ulteriore racconto intitolato «Scilla e Cariddi» (titolo originale: "Scylla and Charybdis") che non fu mai pubblicato da Kipling nel corso della sua vita. Il racconto è stato pubblicato solo nel 2004 dalla «Kipling Society».

## Edizioni

### In lingua inglese
- Stalky & Co., London: Macmillan, 1899, IX+272 p.
Contiene i seguenti nove capitoli: "In Ambush", "Slaves of the Lamp, Part I." , "An Unsavoury Interlude", "The Impressionists", "The Moral Reformers", "A Little Prep.", "The Flag of Their Country", "The Last Term", "Slaves of the Lamp, Part II."
- Stalky & Co, Collection of British authors 3391, Leipzig: Tauchnitz, 1899, 288 p.
- The complete Stalky & Co., London: Macmillan, 1929, 325 p.
Ai nove capitoli dell'edizione 1899 sono aggiunti: "Stalky", "Regulus", "The United Idolators", "The Propagation of Knowledge", "The Satisfaction of a Gentleman"
- The complete Stalky & Co.; edited with an introduction by Isabel Quigly, Collezione The worldʼs classics, Oxford; New York: Oxford University Press, 1987, XXXVII+325 p., ISBN 0192816608

### Traduzioni in lingua italiana
- Stalky & C.; prima versione italiana dall'originale Inglese di Tito Diambra, Milano: A. Corticelli, 1927, 263 p.
- Stalky & co.: racconto; versione dall'inglese e prefazione di Gian Dàuli, Collezione Biblioteca internazionale 119, Milano: Betti, stampa 1931, 247 p.
- Stalky e C.: romanzo; traduzione integrale dall'Inglese di Mario Benzi, Sesto S. Giovanni: A. Barion, Casa Per Ediz. Popolari, 1933, 348 p.
- Stalky & C., traduzione di Gian Dàuli, prefazione di Dario Pontuale, Nova Delphi Libri, Roma, 2019.
- Tutti i romanzi: La luce che si spense, Capitani coraggiosi, Stalky & C., Kim; a cura di Umberto Pittola, Milano: Mursia, 1961, XVII, 859 p.
- Stalky & C.; traduzione di Laura Cangemi; Milano: A. Mondadori, 1989, ISBN 88-04-32822-3
È la traduzione di The complete Stalky & Co. del 1929. Contiene pertanto i seguenti quattordici capitoli: "1. Stalky", "2. L'imboscata", "3. Schiavi della lampada (Parte I)", "4. Interludio maleodorante", "5. Gli impressionisti", "6. I riformatori della morale", "7. Gli idolatri riuniti", "8. Attilio Regolo", "9. L'ora di studio", "10. La bandiera della patria", "11. La diffusione della cultura", "12. La soddisfazione dì un gentiluomo", "13. L'ultimo trimestre", "14. Schiavi della lampada (Parte II)"